# Rudolf-Christoph von Gersdorff
Rudolf-Christoph Freiherr von Gersdorff (ur. 27 marca 1905 w Lubinie, zm. 27 stycznia 1980 w Monachium) – niemiecki wojskowy, oficer Reichswehry i generał-major Wehrmachtu. Członek antynazistowskiego ruchu oporu, znany z ujawnienia masowych grobów polskich oficerów, ofiar zbrodni katyńskiej.

## Życiorys
Urodził się w rodzinie barona Ernsta Huberta von Gersdorffa i jego żony Anny Adeli Christine, z domu hrabianki Dohna-Schlodien. Podobnie jak ojciec, rozpoczął karierę wojskową; szkołę oficerską ukończył w roku 1926. Służbę pełnił we wrocławskim 7 Pułku Kawalerii. W 1939 ukończył Akademię Wojenną w Berlinie.
W czasie inwazji Niemiec na Polskę służył jako oficer wywiadu, przydzielony do sztabu 14, a następnie 12 Armii. W latach 1940–1943 był oficerem wywiadu wojskowego (Abwehry) w sztabie Grupy Armii B, a następnie Grupie Armii Środek. W tym czasie przyjaźnił się z generałem Henningiem von Tresckowem i związał się z grupą oficerów planujących zamach na Adolfa Hitlera.
W kwietniu 1943 roku żołnierze podlegający pułkownikowi von Gersdorffowi ujawnili ciała polskich oficerów zamordowanych w Katyniu (w rzeczywistości szczątki polskich oficerów zostały odkryte w marcu 1942 m.in. przez Teofila Rubasińskiego, robotnika przymusowego i członka polskiego ruchu oporu, który powiadomił o tym Niemców i AK). W 1944 von Gersdorff został przerzucony na Wał Atlantycki, 26 sierpnia tego roku otrzymał Krzyż Rycerski orderu Żelaznego Krzyża za przygotowanie planu wyjścia sił niemieckich z okrążenia w czasie bitwy pod Falaise. W latach 1944–1945 był szefem sztabu 7 Armii.
Po upadku III Rzeszy trafił do niewoli amerykańskiej (1945–1947). Jego relatywnie uprzywilejowana pozycja tam wynikała z przynależności do grupy wyższych oficerów Wehrmachtu, którzy mieli wspomóc amerykańskich historyków wojskowych w tworzeniu historii drugiej wojny światowej. Początkowo grupa przebywała w Saint-Germain-en-Laye pod Paryżem, a następnie w obozie Camp King w heskim Oberursel.
Fabian von Schlabrendorff, będący doradcą amerykańskiej delegacji podczas pierwszego procesu norymberskiego w 1945 roku, polecił Gersdorffa jako świadka w sprawie Katynia, którą podniosła strona sowiecka. Gersdorff napisał wówczas raport na temat swoich ustaleń z 1943 roku. Niestety, ten raport nie został omówiony w Norymberdze, ani też Gersdorff nie został wezwany jako świadek. Istnienie raportu było utajnione, a odkryto go dopiero w 2012 roku w tłumaczeniu na język angielski w amerykańskim archiwum narodowym. Niemniej jednak, Gersdorff został przesłuchany jako jeden ze świadków niemieckich przez Komisję Śledczą Kongresu USA w sprawie zbrodni katyńskiej (Komisja Maddena), która przybyła do Frankfurtu w 1952  roku.
Po wojnie starał się o przyjęcie do Bundeswehry, jednak jak Gersdorff sam twierdził, spotkało się to z ostrym sprzeciwem Hansa Globkego (szefa Urzędu Kanclerza Federalnego w czasie rządów Konrada Adenauera) oraz innych byłych oficerów Wermachtu, którzy traktowali go jak zdrajcę.
Poświęcił się pracy charytatywnej w utworzonej przez siebie joannickiej służbie ratowniczej (Johanniter-Unfall-Hilfe, JUH) która udziela pomocy ofiarom wypadków (w 2004 roku utworzono polski oddział pod nazwą Joannici Dzieło Pomocy, JDP). W roku 1967, na skutek upadku z konia, został sparaliżowany do końca życia; początkowo porażenie było całkowite, z czasem zabiegi rehabilitacyjne przywróciły mu sprawność ciała od pasa w górę. Ostatnie dwanaście lat życia spędził na inwalidzkim wózku. W 1977 wydał autobiografię Soldat im Untergang, stanowiącą cenny dokument opisujący kulisy konspiracji przeciwko Hitlerowi w armii niemieckiej. W 1979 otrzymał Wielki Krzyż Zasługi Orderu Zasługi Republiki Federalnej Niemiec. Zmarł w wieku 74 lat.
Był trzykrotnie żonaty: od 1934 z Renatą Kracker von Schwartzenfeldt (1913–1942), z którą miał córkę Eleonorę, w latach 1953–1956 z Marią Evą von Wallenberg-Pachaly oraz od 1966 roku z Irmgard Löwe. Jego kuzynem był Gero von Gersdorff, zwany „brunatnym baronem”.

## Zamach na Hitlera
Postać von Gersdorffa jest związana z planowanym zamachem na Hitlera, którego zamierzała dokonać grupa oficerów sprzeciwiających się polityce führera. Gersdorff zgłosił się na ochotnika jako bezpośredni wykonawca zamachu; oświadczył generałowi von Tresckowowi, że gotów jest poświęcić życie, by dokonać samobójczego ataku na Hitlera za pomocą dwóch bomb ukrytych w płaszczu. Zamach miał odbyć się 13 marca 1943 w berlińskim Starym Arsenale (obecnie Niemieckie Muzeum Historyczne przy ulicy Unter den Linden) podczas wystawy zdobycznego uzbrojenia.
Ówczesny pułkownik von Gersdorff był organizatorem wystawy i odpowiadał za oprowadzanie gości. Razem z führerem na pokaz przybyli m.in. Hermann Göring, Heinrich Himmler, Wilhelm Keitel i Karl Dönitz. Jednak po uruchomieniu przez zamachowca zapalników czasowych (ładunki miały wybuchnąć dopiero po kilku minutach), Hitler ze świtą niespodziewanie opuścił budynek Arsenału. Von Gersdorff w ostatniej chwili rozbroił w łazience bomby.
Po nieudanym zamachu natychmiast wyjechał na front wschodni i uniknął podejrzeń. Był jednym z nielicznych spiskowców aktywnie działających na rzecz zgładzenia Hitlera, którzy przeżyli wojnę. Swoje ocalenie zawdzięczał m.in. zdecydowanej postawie innego spiskowca Fabiana von Schlabrendorffa, który pomimo tortur nie wydał współtowarzyszy.
Został pochowany na Cmentarzu Wschodnim w Monachium.